# Problema de los neutrinos solares
El problema de los neutrinos solares se debió a una gran discrepancia entre el número de neutrinos que llegaban a la Tierra y los modelos teóricos del interior del Sol. Este problema duró desde mediados de la década de 1960 hasta el año 2002, debido a un entendimiento alternativo de la física de neutrinos, necesitando una modificación en el modelo estándar de la física de partículas, concretamente en las oscilaciones de neutrinos. Básicamente, debido a que los neutrinos tienen masa, el neutrino electrónico que se produce en el interior del Sol puede cambiar en dos tipos de neutrinos, el muónico y el tauónico, que no fueron detectados previamente.

## Introducción
El Sol es un reactor de fusión nuclear alimentado por una reacción protón-protón en cadena la cual convierte cuatro núcleos de hidrógeno (protones) en helio, neutrinos y energía. El exceso de energía es liberada como rayos gamma y energía cinética de las partículas, incluyendo los neutrinos los cuales viajan desde el núcleo solar hasta la Tierra sin ninguna absorción apreciable por las otras capas solares.
En la actualidad no es posible observar directamente el núcleo solar, sin embargo, mediante los neutrinos producidos en el interior del Sol es que se puede obtener información. En esencia, los neutrinos que llegan a la Tierra pueden ser detectados usando grandes detectores subterráneos, que corroboran los cálculos teóricos basados el Modelo Solar Estándar. A continuación se presentan algunos de los experimentos más importantes en la detección de neutrinos. En diversos experimentos, el número de neutrinos detectados era entre la mitad y una tercera parte de la predicción teórica.

## Observatorios radioquímicos
Los observatorios radioquímicos de neutrinos basan su detección en pequeñas cantidades de productos radiactivos mediante métodos químicos muy sensibles, en donde el número de átomos producidos es muy pequeño. Esta cantidad está dada por:

{\displaystyle \Phi =\int _{E_{0}}^{\infty }\sigma _{c}\Phi (E)\ dE,}

en donde {\displaystyle \Phi } es el flujo de neutrinos y {\displaystyle \sigma _{c}} es la sección transversal de la reacción química.
Estas detecciones son medidas por la unidad de flujo de neutrinos solares SNU (Solar Neutrino Unit), que es equivale a una captura por segundo por cada 1036 átomos del blanco.

### Homestake
Homestake fue el primer observatorio de neutrinos. Se construyó en Estados Unidos en la mina Homestake y fue creado bajo el impulso de Davies (1955), el cual basó su funcionamiento en la idea sugerida por Pontecorvo (1946), que consiste en la detección radioquímica de neutrinos por medio de la reacción:
{\displaystyle \mathrm {Cl} ^{37}+\nu _{e}\longrightarrow \mathrm {Ar} ^{37}+e^{-}}
El observatorio consistió principalmente en un tanque cilíndrico colocado al fondo de la mina con capacidad de albergar 4×105 litros de tetracloroetileno. La función de la mina es aislar al tanque de la radiación cósmica.
Este experimento principalmente es sensible a neutrinos con energías mayores a 0,8 MeV, lo que deja fuera a neutrinos de baja energía, como los generados en el primer ciclo de la reacción protón-protón.
Los resultados que arrojó el observatorio, después de analizar los datos en un periodo de 1967-1997, fueron:
{\displaystyle \left\langle \Phi \right\rangle =2.56\pm 0.16\ \mathrm {SNU} ,}
mientras que el valor calculado teóricamente (Bahcall 1995) es:
{\displaystyle \left\langle \Phi \right\rangle =9.30\pm 0.26\ \mathrm {SNU} ,}
que muestra un flujo casi un tercio menor al calculado por el Modelo Solar Estándar.

### SAGE y GALEX/GNO
SAGE (Sovietic-American Galio Experiment) y GALEX/GNO (Galio Neutrino Observatory) basaron su detección de neutrinos en la reacción de galio. Comenzaron a medir neutrinos solares en 1989 y 1991 respectivamente, por medio de la reacción:
{\displaystyle \mathrm {Ga} ^{71}+\nu _{e}\rightarrow \mathrm {Ge} ^{71}+e^{-}}
SAGE se encuentra ubicado en el Observatorio de Neutrinos de Baksan en Rusia a 2000 metros de profundidad bajo el monte Andrychi. Utilizó 50 toneladas de galio líquido, mientras que GALEX y su sucesor GNO, que se encuentran ubicados en el Laboratorio Nacional Gran Sasso en Italia, utilizan 30 toneladas de galio en forma de sales en una solución acuosa (GaCl3). SAGE mide neutrinos con energías mayores a 0,2323 MeV, por lo que es sensible a los neutrinos de la reacción protón-protón I. Los resultados de las observaciones de SAGE son:
{\displaystyle \left\langle \Phi \right\rangle _{\mathrm {SAGE} }=65.4\pm 5.6\;\mathrm {SNU} ,}
y los de GALEX/GNO son:
{\displaystyle \left\langle \Phi \right\rangle _{\mathrm {GALEX/GNO} }=69.4\pm 5.1\;\mathrm {SNU} ,}
lo que nos muestra una buena concordancia entre los resultados de ambos experimentos con galio. Por otro lado, el valor esperado por el modelo estándar es de:
{\displaystyle \left\langle \Phi \right\rangle _{\mathrm {SAGE/GALEX/GNO} }=130\pm 5.1\;SNU}

## Observatorios de dispersión
En los observatorios de dispersión se aprovecha la dispersión de neutrinos de alta energía sobre las partículas que forman el blanco. Tienen algunas ventajas sobre los observatorios radioquímicos: por ejemplo, las secciones eficaces son mayores, ya que crecen linealmente con la energía del neutrino, además de que se puede conocer la dirección de incidencia de los neutrinos con una resolución del orden de algunos grados. Son sensibles a varios tipos de neutrinos, aunque algunos de sus inconvenientes es que no pueden detectar neutrinos de baja energía, como los de la reacción p-p y están limitados a los del 8B

### Super Kamiokande
El experimento Super Kamiokande se encuentra ubicado en la mina Kamioka, Japón, a 2,03 km de profundidad. Consiste de un recipiente de agua ultrapura de 50 toneladas, que detecta la dispersión elástica de electrones por neutrinos a través del efecto Cherenkov. En las paredes del recipiente se encuentran colocados 11 110 tubos fotomultiplicadores. El detector opera en umbrales de energía que van desde 7 hasta 4 MeV.
Uno de los primeros éxitos de Kamiokande fue la detección de los neutrinos provenientes de la supernova SN1987A, además de detectar con éxito neutrinos solares.
El observatorio obtuvo datos durante 1496 días, hasta que un accidente destruyó una gran parte de la pared de fotomultiplicadores.
Uno de los resultados importantes de Súper Kamiokande fue corroborar que los neutrinos provienen del Sol. 
Por otra parte, muestra las limitaciones de los actuales telescopios de neutrinos: la resolución de los mismos es de unos 30 grados.
El flujo medido por Super Kamiokande es:
{\displaystyle \left\langle \Phi \right\rangle =\left(2.35\pm 0.02\right)\times 10^{6}\;\mathrm {cm} ^{-2}\,\mathrm {s} ^{-1}}
Super Kamiokande presentó los resultados de la medición precisa del flujo de neutrinos solar y el espectro. ( Super-Kamiokande Collab.S. Fukuda et al., 2003), en donde los resultados confirman un déficit de 45 % de neutrinos solares, con respecto a la teoría, e indican que el problema de los neutrinos solar puede ser explicado por la oscilación de neutrinos.

### SNO
El Sudbury Neutrino Observatory (SNO) se encuentra en la mina Creighton en Canadá a dos kilómetros de profundidad. Consiste de un recipiente acrílico de 12 m de diámetro lleno de agua pesada, sostenido por una estructura poliedral de 18 m de diámetro, en donde están montados 9456 tubos fotomultiplicadores.
El uso de agua pesada permite separar los efectos de las corrientes cargadas y neutras a través de diferentes reacciones débiles. SNO fue capaz de medir una pequeña, pero significativa diferencia entre los flujos diurnos y nocturnos.
El flujo de neutrinos es:
{\displaystyle \left\langle \Phi \right\rangle =\left(5.25\pm 0.02\right)\times 10^{6}\;\mathrm {cm} ^{-2}\,\mathrm {s} ^{-1}}
Finalmente, tanto (Súper)Kamiokande como SNO han medido el espectro de energías de los neutrinos solares, cuya forma es similar a la predicha por el Modelo Solar Estándar.

## Solución
Actualmente se cree que el problema de los neutrinos solares se ha debido a un inapropiada compresión de las propiedades de los neutrinos. Según el modelo estándar de la física de partículas, existen tres tipos de neutrinos: los neutrinos electrónicos, los neutrinos muónicos y los neutrinos tauónicos. A mediados de los 70, se creía firmemente que los neutrinos no tenían masa y por tanto su tipo era invariante. Sin embargo a partir de los 80 los físicos teóricos se dieron cuenta de que si los neutrinos tenían masa entonces podrían cambiar de un tipo a otro. Así pues los neutrinos solares "perdidos" podrían ser neutrinos electrónicos que hubieran cambiado de tipo a lo largo de su viaje a la Tierra y por lo tanto no fueron detectados.
La supernova 1987A proporcionó una evidencia de que los neutrinos podrían tener masa, debido a una diferencia de tiempo de los neutrinos detectados en el Kamiokande y el bajo número de neutrinos detectados contrarios al modelo de la supernova. Sin embargo los datos fueron insuficientes para sacar ninguna conclusión en claro.
La primera evidencia importante de la oscilación de los neutrinos fue en 1998 en el Super-Kamiokande en Japón. Produjo observaciones consistentes con neutrinos muónicos (producidos en las capas altas de la atmósfera por rayos cósmicos) que cambiaban a neutrinos tauónicos. Realmente lo que se probó fue que pocos neutrinos de los que pasaban atravesando la tierra eran detectados que pudieran ser detectados directamente sobre el detector. Estas observaciones se refieren a neutrinos muónicos provenientes de la interacción de los rayos cósmicos con la atmósfera terrestre, no se han observado neutrinos tauónicos en el Super-Kamiokande. Evidencias directas más recientes surgieron en el 2002 del Observatorio de Neutrinos de Sudbury (SNO) en Canadá. Se detectaron todos los tipos de neutrinos provenientes del Sol, y fue posible distinguir entre los neutrinos electrónicos y los otros dos tipos. Después de un exhaustivo análisis se estimó que un 35 % de los neutrinos detectados eran electrónicos y el resto eran muónicos o tauónicos. El número total de neutrinos detectados está de acuerdo con las predicciones de la física nuclear, basándose en las reacciones del interior del Sol.